# Aboma etheostoma
Aboma etheostoma je ryba z čeledi hlaváčovití, která je rozšířená v Tichém oceánu, od pobřeží Mexika až do Panamy. Druh byl objeven roku 1895. O ohrožení druhu má IUCN nedostatek údajů.

## Popis
Ryba může dorůst až 3,4 centimetrů, má velké oči, ale malá ústa. Většinou má hnědou barvu.

## Habitat
Obývá bahnité a písečné mělčiny do hloubky 8 metrů.